# 星野稔 (政治家)
星野 稔（ほしの みのる、1966年（昭和41年）1月28日 - ）は、日本の政治家。群馬県沼田市長（1期）。元沼田市議会議員（5期）。

## 来歴
群馬県片品村に8人兄弟の8番目として生まれる。群馬県立沼田高等学校、国士舘大学政経学部二部政治学科卒業。
群馬県議会議員の秘書を経て2003年4月の沼田市議選で初当選し、5期務める。また、2015年5月から5年間議長を務めた。市議時代は自由民主党に所属した。
2022年4月24日投開票の沼田市長選挙に立候補し、星野已喜雄元市長の妻で元市議の星野妙子を615票差の僅差で下し、初当選した。
※当日有権者数：38,875人 最終投票率：58.50%（前回比：-9.86pts）
| 候補者名 | 年齢 | 所属党派 | 新旧別 | 得票数       | 得票率 | 推薦・支持 |
| -------- | ---- | -------- | ------ | ------------ | ------ | ---------- |
| 星野稔   | 56   | 無所属   | 新     | 10,767.115票 | 47.84% |            |
| 星野妙子 | 64   | 無所属   | 新     | 10,152.884票 | 45.11% |            |
| 島田康弘 | 45   | 無所属   | 新     | 1,586票      | 7.05%  |            |